# جوجو روكي أوبنغ
جوجو روكي أوبنغ هو سياسي غاني ومحلل مالي (مواليد 1981)، والرئيس التنفيذي لشركة الاتحاد الدولي للتسوية، شغل منصب الوزير الإقليمي لمنطقة الغربية الشمالية منذ 11 مارس 2021.  

## المسيرة العلمية
درس الاقتصاد والإحصاء في جامعة غانا، ليغون، لمدة ثلاث سنوات، ثم انتقل بعدها إلى جامعة ويتواترسراند. حصل على درجة البكالوريوس والماجستير في المالية من جامعة ويتواترسراند في جوهانسبرغ. 

## المسيرة المهنية
أكمل برنامجًا مكثفًا للبحث والكتابة بتمويل من الوكالة الامريكية للتنمية الدولية (USAID) لمدة ستة أشهر بسنة 2013 في كلية الحقوق بجامعة جورج واشنطن في واشنطن العاصمة. نُشرت دراسته حول إنقاذ الشركات في مجلة القانون التجاري والمالي (BFLR).
عمل مهندسًا ماليًا ونائبًا للرئيس التنفيذي للهيئة الوطنية للشباب، عمل بتسهيل شراكات تمويلية مع مؤسسة ستار غانا، وبرنامج الأمم المتحدة الإنمائي (UNDP)، وصندوق الأمم المتحدة الدولي لرعاية الأطفال (يونسيف)، ومنظمة كير الدولية (Care International). قبل تعيينه نائبًا للرئيس التنفيذي، كان المدير التنفيذي لمركز الشؤون الوطنية (CNA)، قاد العديد من المناقشات السياسية الوطنية المبتكرة حول تمويل الصحة العامة.

## سياسة
شغل منصب الوزير الإقليمي لأقليم الشمال الغربي.